# Henry Foley (Physiker)
Henry Michael Foley (* 1. Juni 1917 in Palmer, Massachusetts; † 14. August 1982 in New York City) war ein US-amerikanischer Physiker.
Foley studierte an der University of Michigan, wo er 1939 seinen Bachelorabschluss machte, 1939 seinen Masterabschluss und 1942 promoviert wurde. 1942 bis 1944 war er Wissenschaftler am Office of Scientific Research and Development und 1944/45 am Labor für Angewandte Physik der Johns Hopkins University. Ab 1946 war er an der Columbia University, wo er 1948 Assistant Professor und 1954 Professor wurde. 1957 bis 1960 und 1971 bis 1973 stand er dort der Physik-Fakultät vor. 1949 wurde er Fellow der American Physical Society.
1948 bestimmte er mit Polykarp Kusch das anomale magnetische Dipolmoment des Elektrons. Der genaue Wert war ein wichtiger Test für die sich damals entwickelnde Quantenelektrodynamik.
Er war Mitglied der JASON Defense Advisory Group.